# 井伊直存
井伊 直存（いい なおあり）は、江戸時代中期の大名。越後国与板藩4代藩主。官位は従五位下・伊賀守、兵部少輔。直勝系井伊家8代。

## 略歴
享保4年（1719年）4月1日、伊勢国桑名藩主・松平忠雅の四男として江戸にて誕生。幼名は伊勢之介、初名は松平清淳（まつだいら きよあつ）。
享保20年（1735年）、先代藩主・井伊直員が死去する3日前に養嗣子となり、同年5月26日に跡を継いだ。井伊直存と改名。日光祭礼奉行や朝鮮通信使の接待役を務めた。
宝暦6年（1756年）11月23日には江戸藩邸が焼失している。
宝暦10年（1760年）9月20日、42歳で江戸にて死去し、跡を次男・直郡が継いだ。

## 系譜
父母
- 松平忠雅（実父）
- 永林院 ー 関口氏、側室（実母）
- 井伊直員（養父）

正室
- 見樹院 ー 阿部正喬の養女、阿部正晴の娘

側室
- 瑞心院 ー 鈴木氏
- 貞松院 ー 古川氏

子女
- 井伊直弼（長男）
- 井伊直郡（次男）生母は瑞心院（側室）
- 井伊直朗（三男）生母は貞松院（側室）
- 井伊直頼
- 井伊直幸正室
- 小出英常継室
- 秋元永朝正室 ー 井伊直幸の養女